# 機場第2候機樓站
機場第2候機樓站（日语：／ Kūkō-daini-biru eki */?）是位於日本千葉縣成田市古込，屬於東日本旅客鐵道（JR東日本）和京成電鐵的鐵路車站。本站與舊成田機場站的東成田站之間透過地下通道聯通。

## 概要
此站是成田國際機場（成田機場）的其中一個聯絡車站，直接連結成田機場第2航廈，也是2015年4月8日啟用的成田機場第3航廈的最近車站，英文、中文、韓文的站名都同時表示兩個航廈。第3航廈開放前的英文站名是，現在仍可見於部分指南中。
JR東日本的成田線（機場支線）、京成電鐵的本線以及成田機場線（成田Sky Access線）皆在本站停靠。但是JR與京成都是不擁有軌道的第二種鐵道事業者，擁有軌道的第三種鐵道事業者是成田機場高速鐵道。成田線（機場支線）的車站編號是JO 36，京成本線、成田機場線（成田Sky Access線）的車站編號共用KS41。此站也是JR車站當中唯一使用阿拉伯數字作為站名的車站（通常站名使用中文數字）。
本站有免費聯絡巴士前往第1航廈與第3航廈。另外亦有聯絡通道前往第3航廈設有聯絡通道。JR東日本車站由成田機場站管理，車站業務交托View Travel Service，是業務委托站，站內設有綠窗口。京成電鐵車站是站長配置站，管理成田機場站、東成田站與成田湯川站。而本站也是大手私鐵最東的一站。

## 歷史
現行的京成成田站 - 駒井野信號場 - 機場第2大樓站 - 成田機場站區間在機場開港前，是京成規劃的京成新機場線區間。
- 1992年（平成4年）12月3日 - 因應機場第2大樓啟用（同月6日）本站先行開業[4]。
- 2001年（平成13年）11月18日 - JR東日本啟用IC卡「Suica」[広報 2]。
- 2007年（平成19年）3月18日 - 京成電鐵啟用IC卡「PASMO」。
- 2009年（平成21年）11月14日 - 京成電鐵新設上行線，為1面2線月台。
- 2010年（平成22年）7月17日 - 成田機場線（成田Sky Access線）通車，本站的京成本線大廳增設中間檢票口。本站成為新設的City Liner、Access特急停靠站。新增車站編號KS41[5]。
- 2011年（平成23年）3月11日 - 東日本大震災。City Liner結束停靠本站（之後廢止）。之後，經京成本線至本站的收費列車僅剩Morning Liner與Evening Liner。
- 2015年（平成27年）4月 - JR東日本車站改為業務委託站。
- 2020年（令和2年）3月17日 - JR東日本的月台開始使用升降式月台門。[6][7]

## 車站構造
本站位於成田機場第2大樓的地下1樓，為地下車站。車站大廳設有通往的通道，也設有綠色窗口和日本鐵路周遊券售賣處。
由於此路段建於成田新幹線的預留空間，所以開站時只能把原有的兩線設計分割，成為單線配置（京成線自此站起往市區方向的路軌從單線轉為雙線，因此設有安全側線）。作為中途站的機場第2大樓站也一樣，原設計的2面2線對向式月台分別交由JR東日本和京成電鐵使用，而來往的列車班次不論行駛方向均使用同一月台。

### 安全區域
2015年（平成27年）3月30日以前，成田機場實施保安檢查，因此本站剪票口將入口與出口分離。京成線剪票口出口前方設有稱為「安全區域」的保安檢查站，乘客需要提供護照等身分證名以供查驗，同時須進行行李檢查。
JR線由於需要通過京成站區才能進入安全區域，因此JR東日本剪票出口不會回收JR線乘車券，而是由京成檢票出口回收。Suica等交通卡在兩站都需感應才能出站。JR與京成相互轉乘時不需通過安全區域。
本站與京成東成田線、芝山鐵道線東成田站之間有條長約500公尺的地下連絡通道，經連絡通路前往東成田站不需通過安全區域。相反地，除了定期券以外，從該站經連絡通道至本站乘時須通過安全區域。
另外，從機場第2大樓步行前往東成田站時，由於與安全區域的動線反向，可口頭向安全區域的警備員表示「要前往東成田站」，不須提供身分證明文件。
成田機場為了強化機械警備，2013年（平成25年）增設監視器與爆炸物檢測系統。2015年（平成27年）3月30日，成田結束開港以來的保安檢查。
從此，JR東日本的下車客不再需要經由京成站區前往安全區域，JR東日本也宣布在2019年度進行車站改良工程。JR東日本將關閉京成側檢票口。

### JR東日本
本站為單式月台1面1線的車站。

#### 月台配置
| 路線                     | 方向 | 目的地                                                     |
| ------------------------ | ---- | ---------------------------------------------------------- |
| ■成田線、 總武線（快速） | 上行 | 成田、佐倉、千葉、船橋、錦糸町、東京、新宿、澀谷、橫濱方向 |
| ■成田線                  | 下行 | 成田機場（成田）方向                                       |

（來源：JR東日本:車站構內圖 （页面存档备份，存于））
- 原本JR車站不使用成田線的代表色（■）。而是使用直通的總武快速線代表色（■），但在2018年3月導入車站編號後，站名標色帶從藍色改成綠色。

### 京成電鐵
本站為島式月台1面2線的車站。為配合成田機場線（成田Sky Access線）通車，本站京成月台自2009年11月14日島式化，新設上行專用月台。
本次工程在成線月台外側建設新站體，並將月台改為1面2線島式月台 (266公尺)，上下行分離運行。改建工程完工後，成田方向至本站的京成本線完成複線化，但往成田機場方向的線路仍維持單線。
成田Sky Access線通車後，本站至京成高砂站之間形成兩條路線，車資的計算也有所差異，為了防止乘客誤乘，本站分成京成本線專用月台（上野方向，3、4號線月台）與成田Sky Access線專用月台（成田機場方向，1、2號線月台），京成本線大廳設有中間剪票口。
由於京成3號線月台有效長度僅能停靠6輛編組，因此8輛編組列車的後兩輛車廂會在成田Sky Access線專用月台。由於車輛沒有選擇性車門操作設備，加上月台未設月台門，因此不執行選擇性車門操作。所以有可能發生「購入京成本線乘車券的乘客不小心下車搭乘之後的成田Sky Access線列車」，或是「購入成田Sky Access線乘車券的乘客不小心搭乘京成本線電車」。對此，京成在1號月台的乘車口上設置LED式乘車資訊顯示器，行駛本線的列車到站時會有日語與英語廣播提醒「この電車は経路が異なるためご乗車できません」（Due to route difference, this train cannot be boarded.）。壁面上也以四種語言（日、英、中、韓）提醒乘客。
此外，京成宣布將在2019年3月設置月台門。成田機場站也在研擬設置月台門。

#### 月台配置
| 月台 | 路線             | 方向 | 目的地                                                   |
| ---- | ---------------- | ---- | -------------------------------------------------------- |
| 1    | 成田Sky Access線 | 上行 | 印旛日本醫大、日暮里、上野、押上、 淺草線、 京急本線方向 |
| 2    | 成田Sky Access線 | 下行 | 成田機場（成田）方向                                     |
| 3    | 京成本線         | 上行 | 成田、船橋、日暮里、上野、押上、 淺草線、 京急本線方向   |
| 4    | 京成本線         | 下行 | 成田機場（成田）方向                                     |

- 京成線月台改建前，成田機場側的是一般列車專用月台，成田側是「Skyliner」、「Morning Liner」、「Evening Liner」專用月台。
- 京成1號線月台與3號線月台、2號線月台與4號線月台各在同一線路上。
- 京成3號線有效長度為6輛編組，因此8輛編組列車靠站時，成田機場側的兩輛車廂會在月台外，但不實施選擇性車門操作（後述）。
- 本站 - 成田機場間不能搭乘「Skyliner」、「Evening Liner」。

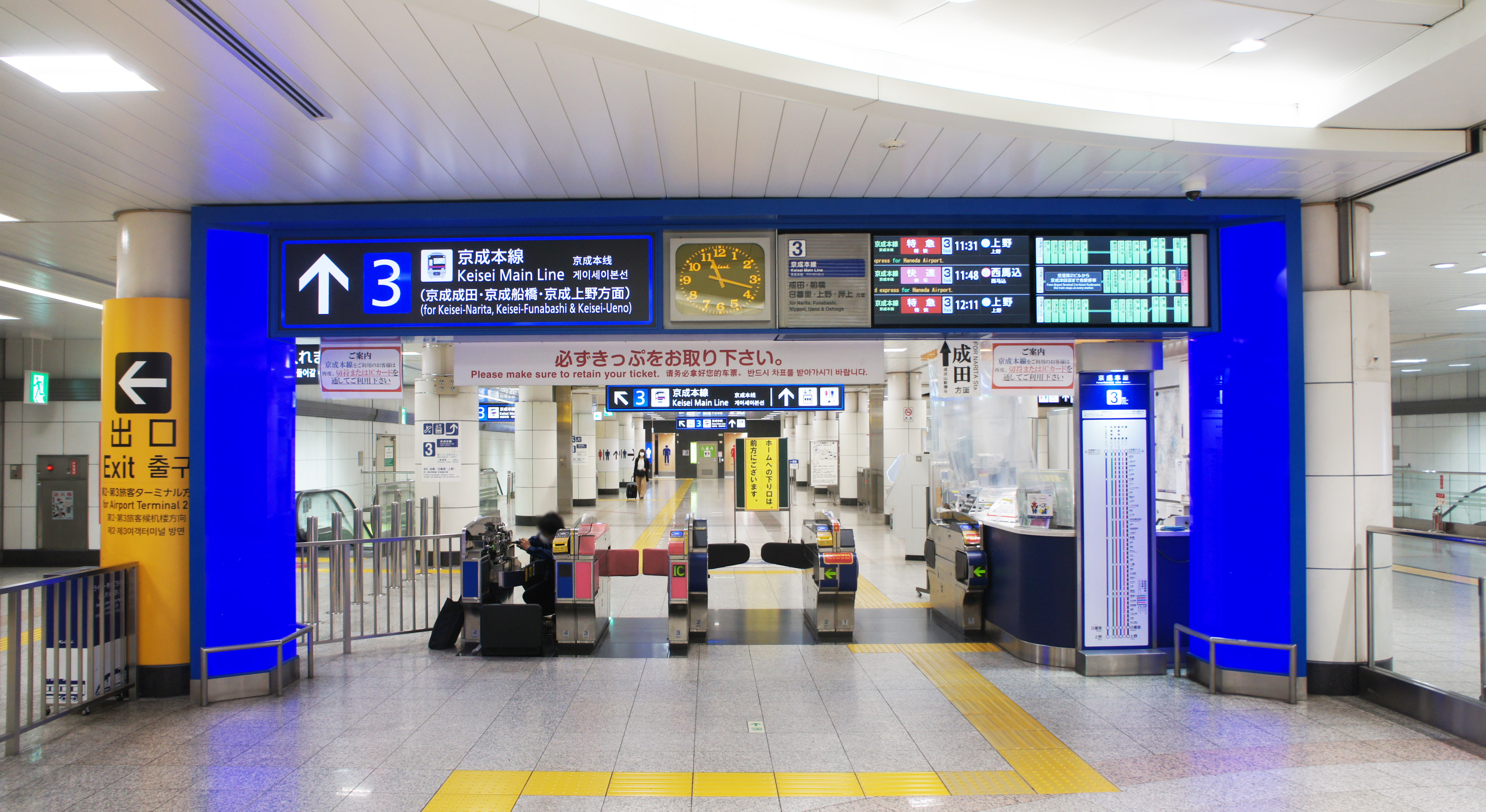
京成中間閘口（2021年5月）
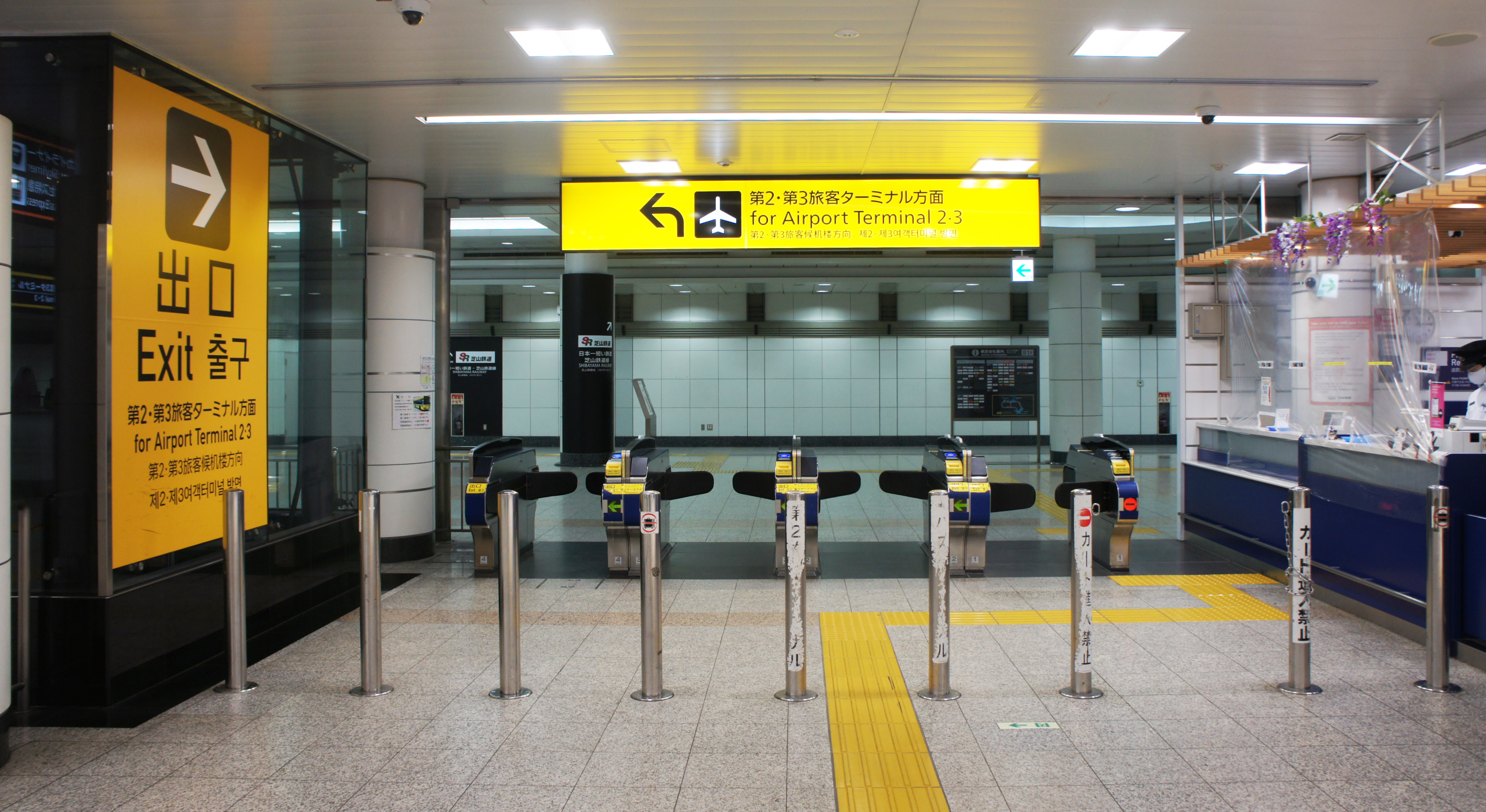
京成成田機場線出口閘口（2021年5月）
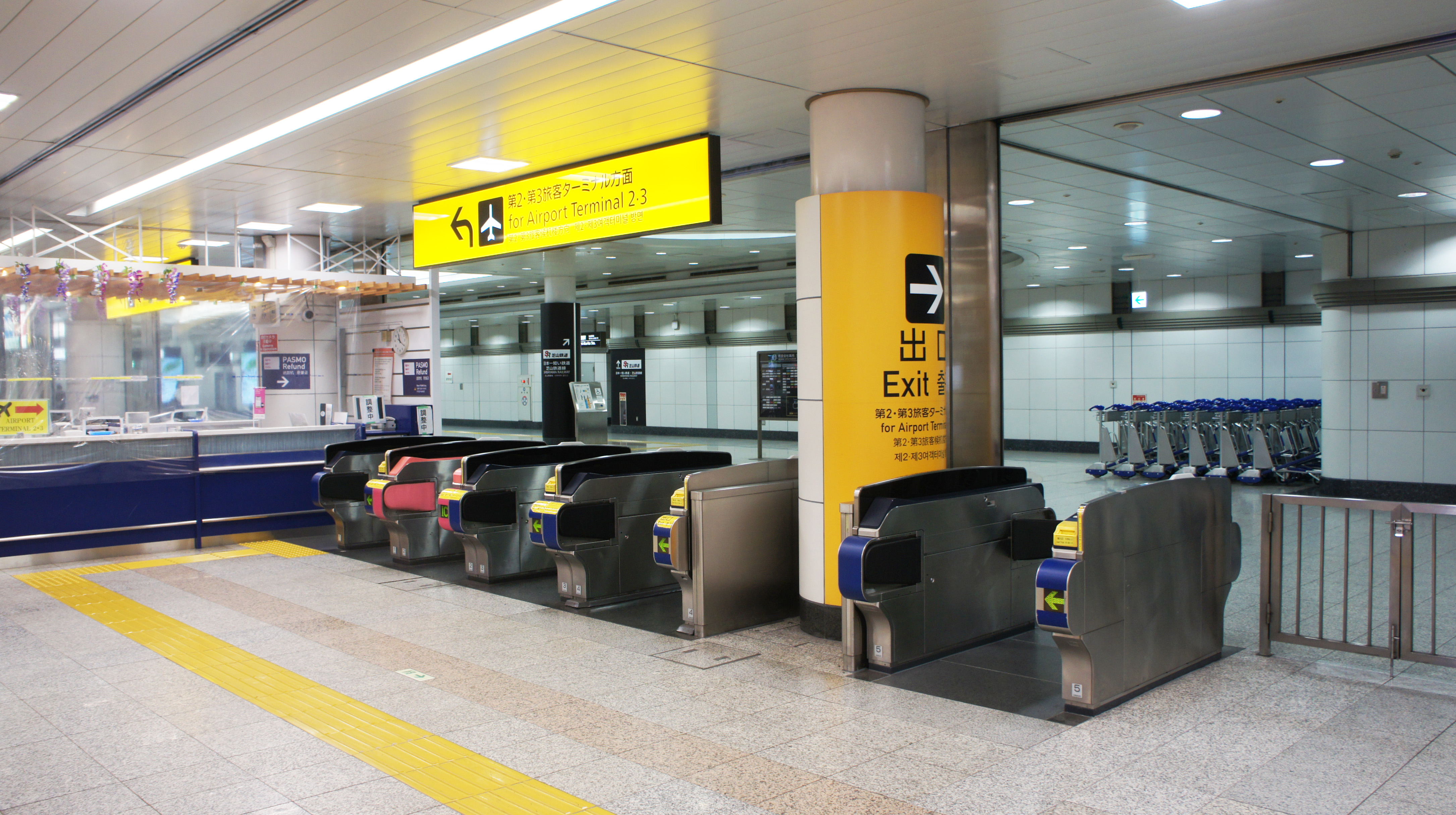
京成本線出口閘口（2021年5月）
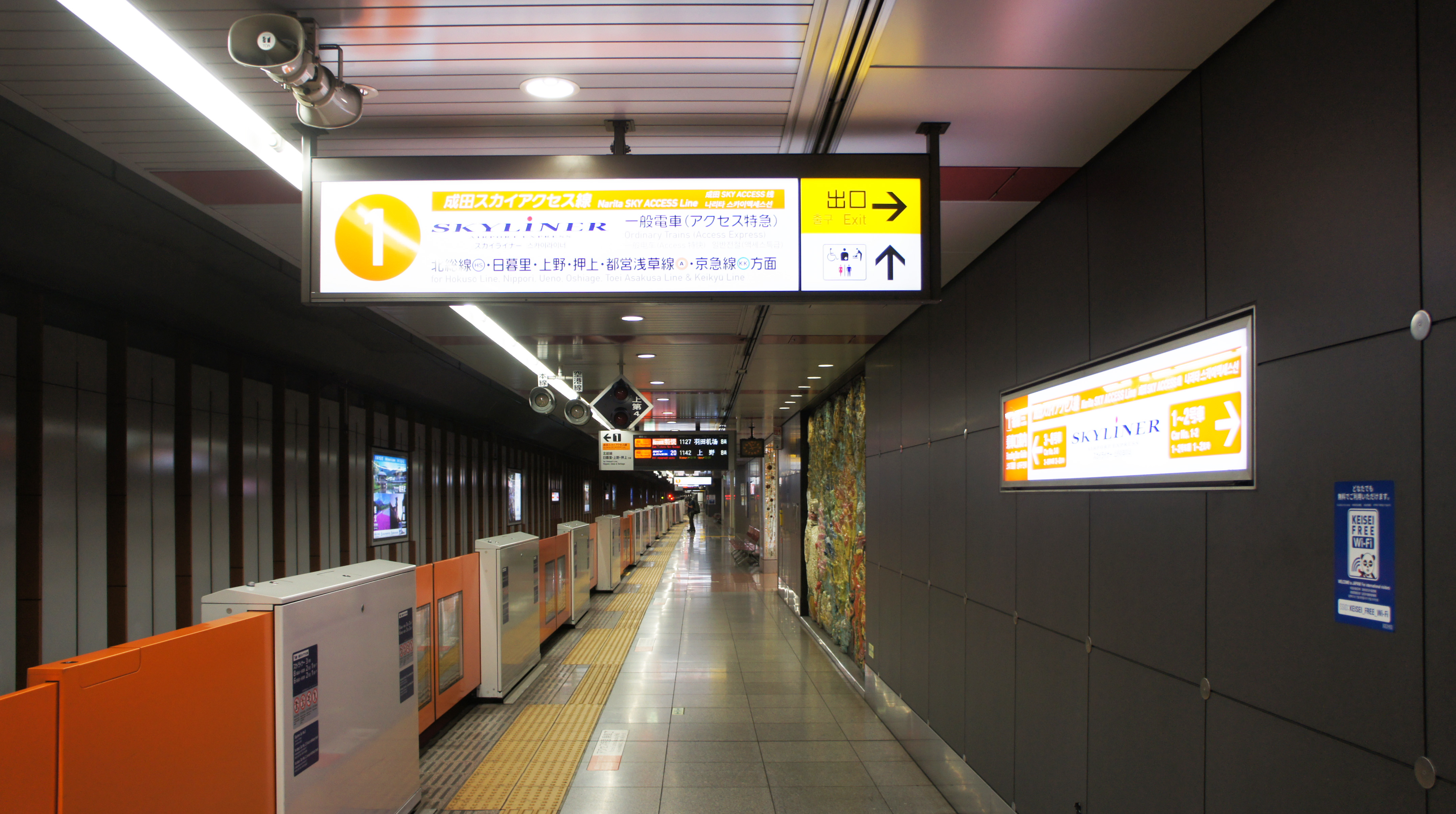
1號月台（2021年5月）
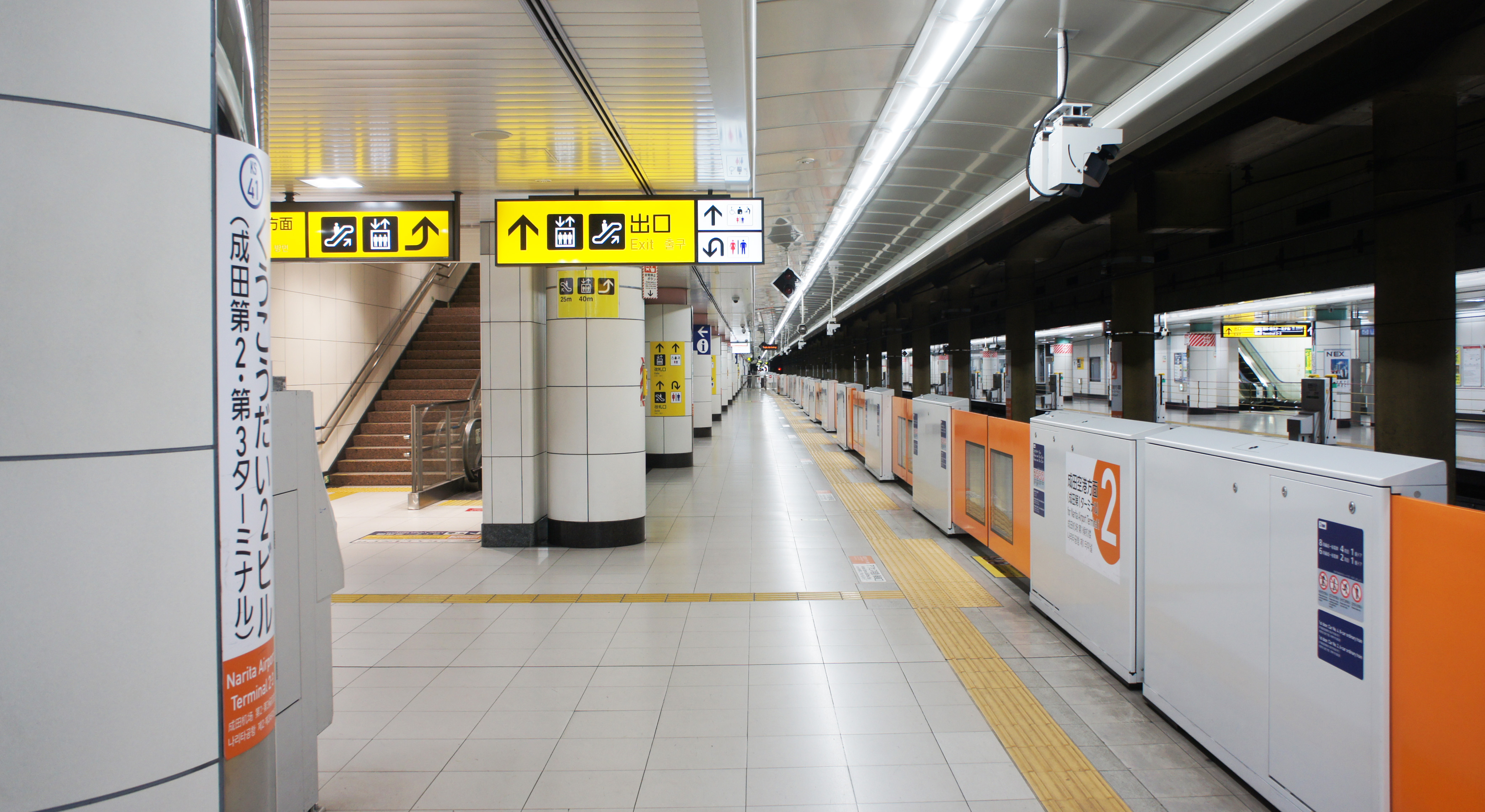
2號月台（2021年5月）
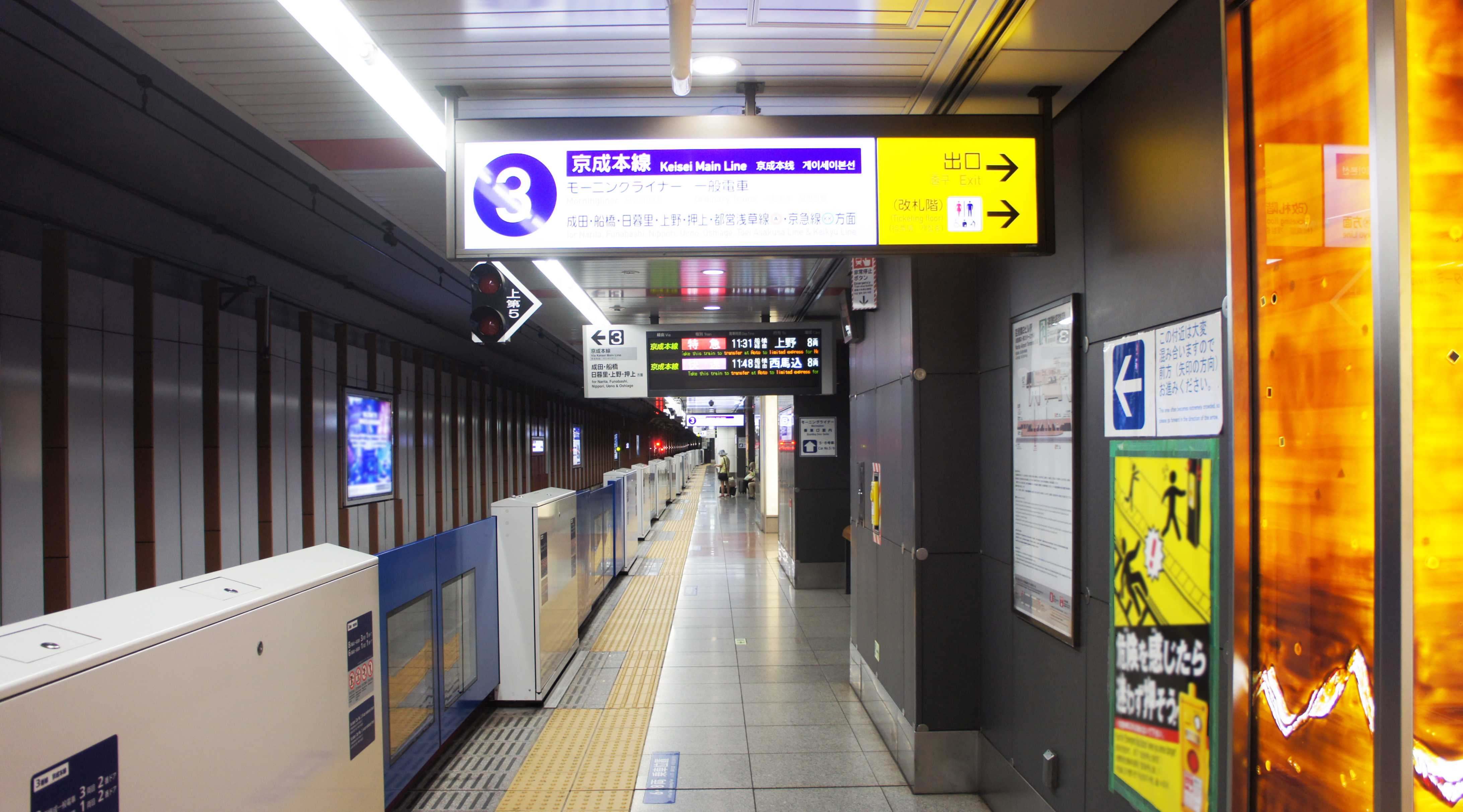
3號月台（2021年5月）
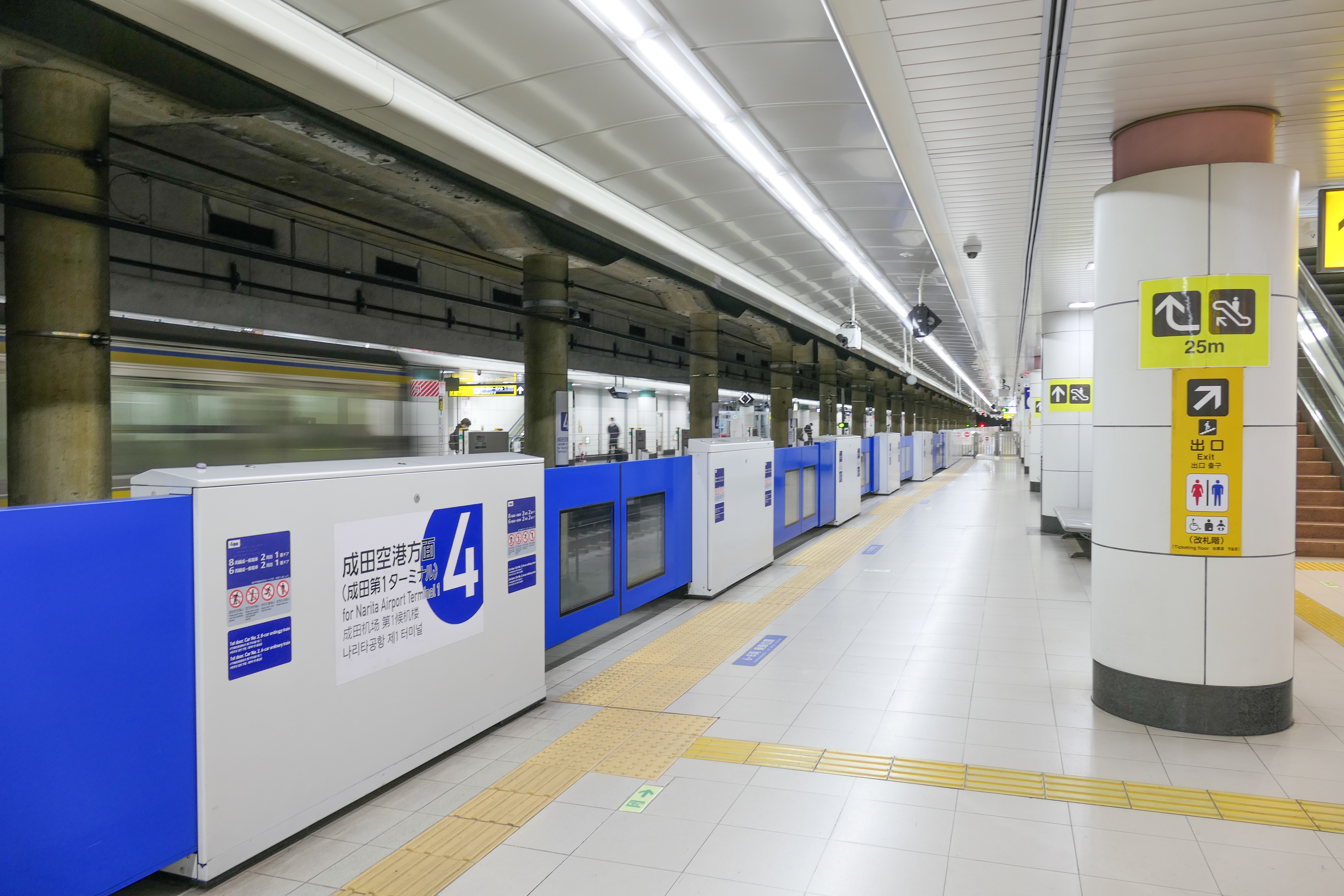
4號月台（2022年1月）

## 利用狀況
- JR東日本 - 2019年度1日平均上車人次為5,629人[利用客数 1]。
- 京成電鐵 - 2019年度1日平均上下車人次為30,082人[利用客数 2]。京成線內69個車站當中排行第15位。

2006年6月2日成田機場擴建第1航站樓後，同時以全日本空輸（ANA）為中心的部分星空聯盟航空公司移往第1航站樓，使得該年度上下車人次減少。
近年1日平均上下車人次變化如下表（JR除外）。
| 年度               | 京成電鐵           | 京成電鐵 | 京成電鐵           | 京成電鐵   |
| 年度               | 京成本線           | 京成本線 | 成田機場線         | 成田機場線 |
| 年度               | 1日平均 上下車人次 | 增加率   | 1日平均 上下車人次 | 增加率     |
| ------------------ | ------------------ | -------- | ------------------ | ---------- |
| 2003年（平成15年） | 19,461             |          | 未 開 業           | 未 開 業   |
| 2004年（平成16年） | 22,372             | 15.0%    | 未 開 業           | 未 開 業   |
| 2005年（平成17年） | 21,896             | −2.1%    | 未 開 業           | 未 開 業   |
| 2006年（平成18年） | 18,134             | −17.2%   | 未 開 業           | 未 開 業   |
| 2007年（平成19年） | 18,452             | 1.8%     | 未 開 業           | 未 開 業   |
| 2008年（平成20年） | 17,170             | −6.9%    | 未 開 業           | 未 開 業   |
| 2009年（平成21年） | 16,012             | −6.7%    | 未 開 業           | 未 開 業   |
| 2010年（平成22年） | 11,442             | −28.5%   | 7,503              |            |
| 2011年（平成23年） | 10,282             | −10.1%   | 4,603              | −38.7%     |
| 2012年（平成24年） | 11,776             | 14.5%    | 5,964              | 29.6%      |
| 2013年（平成25年） | 12,478             | 6.0%     | 7,487              | 25.5%      |
| 2014年（平成26年） | 12,615             | 1.1%     | 8,496              | 13.5%      |
| 2015年（平成27年） | 13,302             | 5.4%     | 9,462              | 11.4%      |
| 2016年（平成28年） | 14,163             | 6.5%     | 11,190             | 18.3%      |
| 2017年（平成29年） | 15,293             | 8.0%     | 12,946             | 15.7%      |
| 2018年（平成30年） | 16,434             | 7.5%     | 13,963             | 7.9%       |

### 各年度1日平均上車人次
開業以後1日平均上車人次推移如下表。
| 年度               | JR東日本 | 京成電鐵 | 來源              |
| ------------------ | -------- | -------- | ----------------- |
| 1992年（平成04年） | 3,991    | 1,801    | [ 千葉県統計 1 ]  |
| 1993年（平成05年） | 4,537    | 6,496    | [ 千葉県統計 2 ]  |
| 1994年（平成06年） | 5,131    | 7,282    | [ 千葉県統計 3 ]  |
| 1995年（平成07年） | 5,482    | 7,790    | [ 千葉県統計 4 ]  |
| 1996年（平成08年） | 5,689    | 8,362    | [ 千葉県統計 5 ]  |
| 1997年（平成09年） | 5,765    | 8,347    | [ 千葉県統計 6 ]  |
| 1998年（平成10年） | 5,565    | 8,395    | [ 千葉県統計 7 ]  |
| 1999年（平成11年） | 5,930    | 8,727    | [ 千葉県統計 8 ]  |
| 2000年（平成12年） | 6,339    | 9,389    | [ 千葉県統計 9 ]  |
| 2001年（平成13年） | 5,730    | 9,197    | [ 千葉県統計 10 ] |
| 2002年（平成14年） | 6,667    | 10,822   | [ 千葉県統計 11 ] |
| 2003年（平成15年） | 5,975    | 10,282   | [ 千葉県統計 12 ] |
| 2004年（平成16年） | 6,876    | 11,673   | [ 千葉県統計 13 ] |
| 2005年（平成17年） | 6,947    | 11,473   | [ 千葉県統計 14 ] |
| 2006年（平成18年） | 5,666    | 9,458    | [ 千葉県統計 15 ] |
| 2007年（平成19年） | 5,631    | 9,561    | [ 千葉県統計 16 ] |
| 2008年（平成20年） | 4,920    | 8,809    | [ 千葉県統計 17 ] |
| 2009年（平成21年） | 4,422    | 8,209    | [ 千葉県統計 18 ] |
| 2010年（平成22年） | 4,123    | 8,620    | [ 千葉県統計 19 ] |
| 2011年（平成23年） | 3,482    | 7,701    | [ 千葉県統計 20 ] |
| 2012年（平成24年） | 3,925    | 9,302    | [ 千葉県統計 21 ] |
| 2013年（平成25年） | 4,278    | 10,384   | [ 千葉県統計 22 ] |
| 2014年（平成26年） | 4,114    | 10,807   | [ 千葉県統計 23 ] |
| 2015年（平成27年） | 4,732    | 11,833   | [ 千葉県統計 24 ] |
| 2016年（平成28年） | 4,952    | 13,072   | [ 千葉県統計 25 ] |
| 2017年（平成29年） | 5,292    | 14,581   | [ 千葉県統計 26 ] |
| 2018年（平成30年） | 5,719    | 15,827   |                   |
| 2019年（令和元年） | 5,629    | 15,584   |                   |

備註
1. ↑  2010年7月17日開業。開業日至翌年3月31日為止共計258日的統計資料。
2. 1 2  1992年12月3日開業。開業日至翌年3月31日共用119日間的統計資料。

## 相鄰車站
東日本旅客鐵道
■成田線
- 特急「成田特快」停車站

■通勤快速、■快速、■普通（各站停車）
成田（JO 35）－（堀之內信號場）－機場第2候機樓（JO 36）－成田機場（JO 37）
 京成電鐵
 本線
- ■「Morning Liner」「Evening Liner」停車站

■快速特急、■特急、■通勤特急、■快速、■普通
京成成田（KS40）－（駒井野信號場）－機場第2候機樓（KS41）－成田機場（KS42）
 成田Sky Access線（成田機場線）
- ■「Skyliner」停車站

■Access特急
成田湯川（KS43）－（根古屋信號場）－機場第2候機樓（KS41）－成田機場（KS42）
※京成的機場第2候機樓站－成田機場站之間視作京成本線與成田機場線的重複路段處理。

#### 統計資料
JR、私鐵1日平均使用人數
1. ↑  各駅の乗車人員 （页面存档备份，存于） - JR東日本
2. ↑  駅別乗降人員（一日平均）PDF - 京成電鉄

JR東日本2000年度以後的乘車人次
1. ↑  各駅の乗車人員（2000年度） （页面存档备份，存于） - JR東日本
2. ↑  各駅の乗車人員（2001年度） （页面存档备份，存于） - JR東日本
3. ↑  各駅の乗車人員（2002年度） （页面存档备份，存于） - JR東日本
4. ↑  各駅の乗車人員（2003年度） （页面存档备份，存于） - JR東日本
5. ↑  各駅の乗車人員（2004年度） （页面存档备份，存于） - JR東日本
6. ↑  各駅の乗車人員（2005年度） （页面存档备份，存于） - JR東日本
7. ↑  各駅の乗車人員（2006年度） （页面存档备份，存于） - JR東日本
8. ↑  各駅の乗車人員（2007年度） （页面存档备份，存于） - JR東日本
9. ↑  各駅の乗車人員（2008年度） （页面存档备份，存于） - JR東日本
10. ↑  各駅の乗車人員（2009年度） （页面存档备份，存于） - JR東日本
11. ↑  各駅の乗車人員（2010年度） （页面存档备份，存于） - JR東日本
12. ↑  各駅の乗車人員（2011年度） （页面存档备份，存于） - JR東日本
13. ↑  各駅の乗車人員（2012年度） （页面存档备份，存于） - JR東日本
14. ↑  各駅の乗車人員（2013年度） （页面存档备份，存于） - JR東日本
15. ↑  各駅の乗車人員（2014年度） （页面存档备份，存于） - JR東日本
16. ↑  各駅の乗車人員（2015年度） （页面存档备份，存于） - JR東日本
17. ↑  各駅の乗車人員（2016年度） （页面存档备份，存于） - JR東日本
18. ↑  各駅の乗車人員（2017年度） （页面存档备份，存于） - JR東日本
19. ↑  各駅の乗車人員（2018年度） （页面存档备份，存于） - JR東日本
20. ↑  各駅の乗車人員（2019年度） （页面存档备份，存于） - JR東日本

JR、私鐵統計資料
1. ↑  各種報告書 （页面存档备份，存于） - 関東交通広告協議会
2. ↑  .   [2018-10-28]. （原始内容存档于2020-04-11）.

千葉縣統計年鑑
1. ↑  .   [2018-10-28]. （原始内容存档于2020-01-08）.
2. ↑  .   [2018-10-28]. （原始内容存档于2020-01-08）.
3. ↑  .   [2018-10-28]. （原始内容存档于2020-01-08）.
4. ↑  .   [2018-10-28]. （原始内容存档于2020-01-08）.
5. ↑  .   [2018-10-28]. （原始内容存档于2020-01-08）.
6. ↑  .   [2018-10-28]. （原始内容存档于2020-01-08）.
7. ↑  .   [2018-10-28]. （原始内容存档于2020-01-08）.
8. ↑  .   [2017-07-19]. （原始内容存档于2017-09-30）.
9. ↑  .   [2017-07-19]. （原始内容存档于2017-09-30）.
10. ↑  .   [2017-07-19]. （原始内容存档于2017-09-30）.
11. ↑  .   [2017-07-19]. （原始内容存档于2017-09-30）.
12. ↑  .   [2017-07-19]. （原始内容存档于2017-09-30）.
13. ↑  .   [2017-07-19]. （原始内容存档于2017-09-30）.
14. ↑  .   [2018-10-28]. （原始内容存档于2020-01-08）.
15. ↑  .   [2018-10-28]. （原始内容存档于2020-01-08）.
16. ↑  .   [2018-10-28]. （原始内容存档于2020-01-08）.
17. ↑  .   [2017-07-19]. （原始内容存档于2017-08-30）.
18. ↑  .   [2017-07-19]. （原始内容存档于2017-08-30）.
19. ↑  .   [2017-07-19]. （原始内容存档于2017-08-30）.
20. ↑  .   [2017-07-19]. （原始内容存档于2017-08-30）.
21. ↑  .   [2017-07-19]. （原始内容存档于2017-08-30）.
22. ↑  .   [2017-07-19]. （原始内容存档于2017-08-11）.
23. ↑  .   [2018-10-28]. （原始内容存档于2017-08-11）.
24. ↑  .   [2018-10-28]. （原始内容存档于2017-08-11）.
25. ↑  .   [2018-10-28]. （原始内容存档于2020-04-24）.
26. ↑  .   [2019-10-16]. （原始内容存档于2020-04-24）.

## 外部連結
- 車站資訊（機場第2候機樓）：東日本旅客鐵道
- 機場第2候機樓｜電車與車站資訊｜京成電鐵
- 機場第2候機樓站／車站構內地圖 | 成田機場Access Guide | Skyliner／成田機場Access | 京成電鐵 （页面存档备份，存于）
- 機場第2候機樓站PDF - 京成電鐵